# Björktorpsskolan

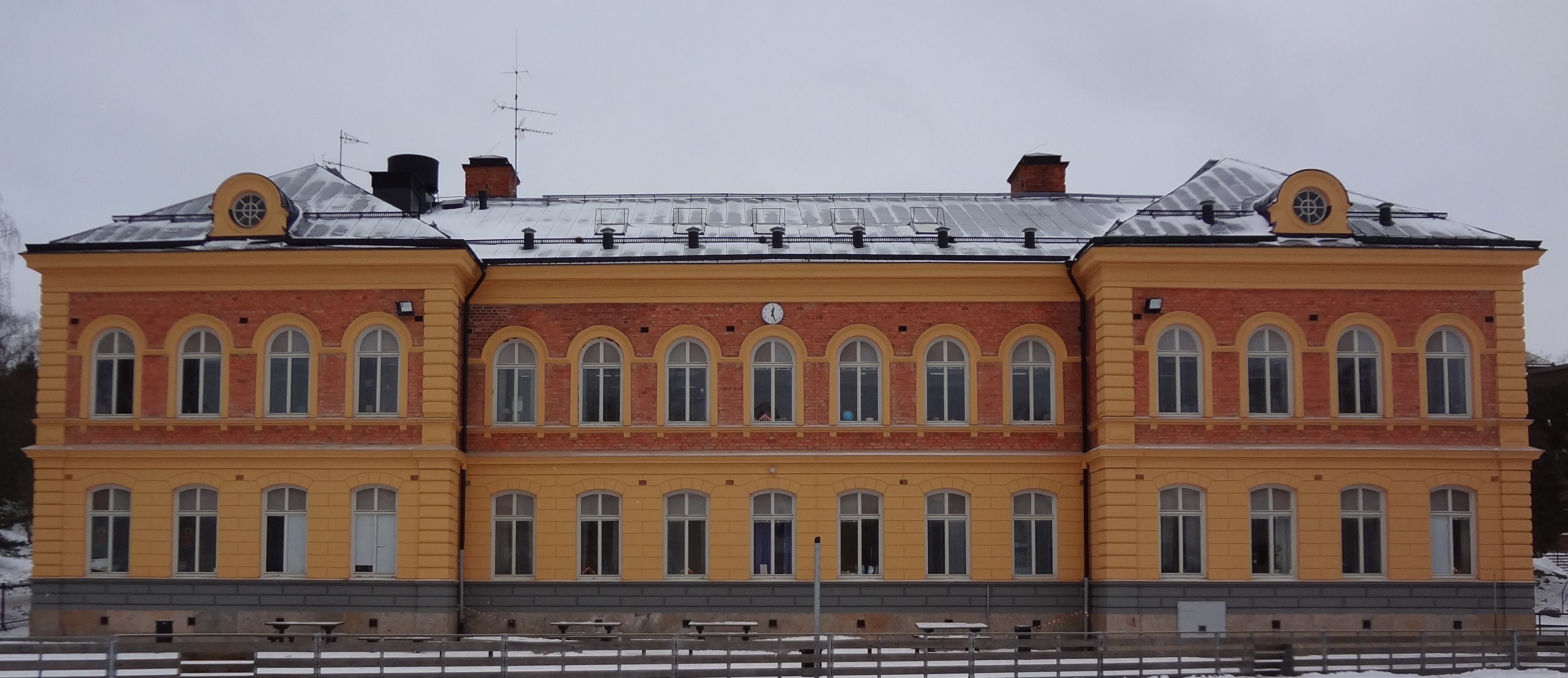
Den äldre delen av Björktorpsskolan, byggd som Nyfors skola 1892.

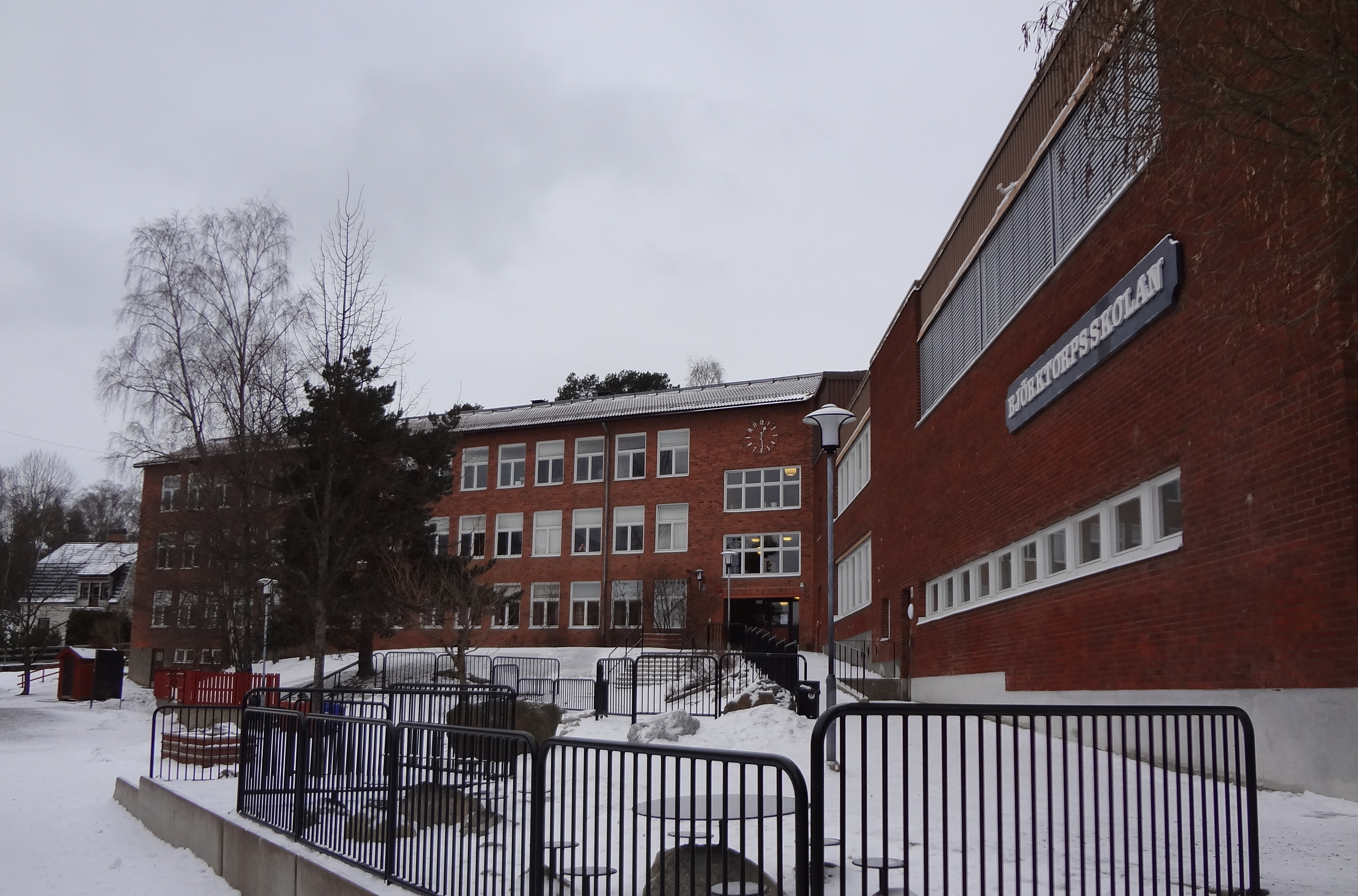
Den nyare delen av skolan, byggd 1948.

Björktorpsskolan, tidigare Nyfors Västra skola, är en mer än hundra år gammal grundskola (tidigare folkskola) i stadsdelen Nyfors i Eskilstuna. Skolan är idag en låg- och mellanstadieskola som har klasser från förskoleklass till årskurs 6. Cirka 450 elever går på skolan.

## Historia
Skolans historia började vid slutet av 1800-talet då Fors kommun köpte en egendom vid namn Björktorp i utkanten av det nybildade Nyfors Municipalsamhälle och där lät bygga en skola som stod klar 1892. Den är byggd i sten, består av två våningar och hade då fyra små salar och åtta större salar. Skolan rymde då 640 elever. Den fick namnet Fors nya skolhus eller kort och gott Nyfors skola. Efter 1906 då Nyforsskolan uppfördes (cirka 300 meter österut) så ändrades namnet till Nyfors Västra skola. 1948 byggdes sen en till friliggande skolbyggnad och 8 april 1954 togs ett beslut i stadsfullmäktige att skolan skulle heta Björktorpsskolan.

## Nutid
Björktorpsskolan belönades 2012 med ett hedersomnämnande av Eskilstuna kommun för sitt goda miljöarbete. Utöver miljöarbetet vill skolan verka för att utveckla elevernas hälsa och har därför en skolidrottsförening som har aktiviteter efter skoltid.
Från och med 2013 ska skolan under 3 år drivas som en självstyrande enhet, en så kallad kommunal friskola, i ett projekt som sen ska utvärderas. Detta innebär att skolan kommer att ha en större kontroll och ansvar för budget och sin egen verksamhet.

## Skolgården

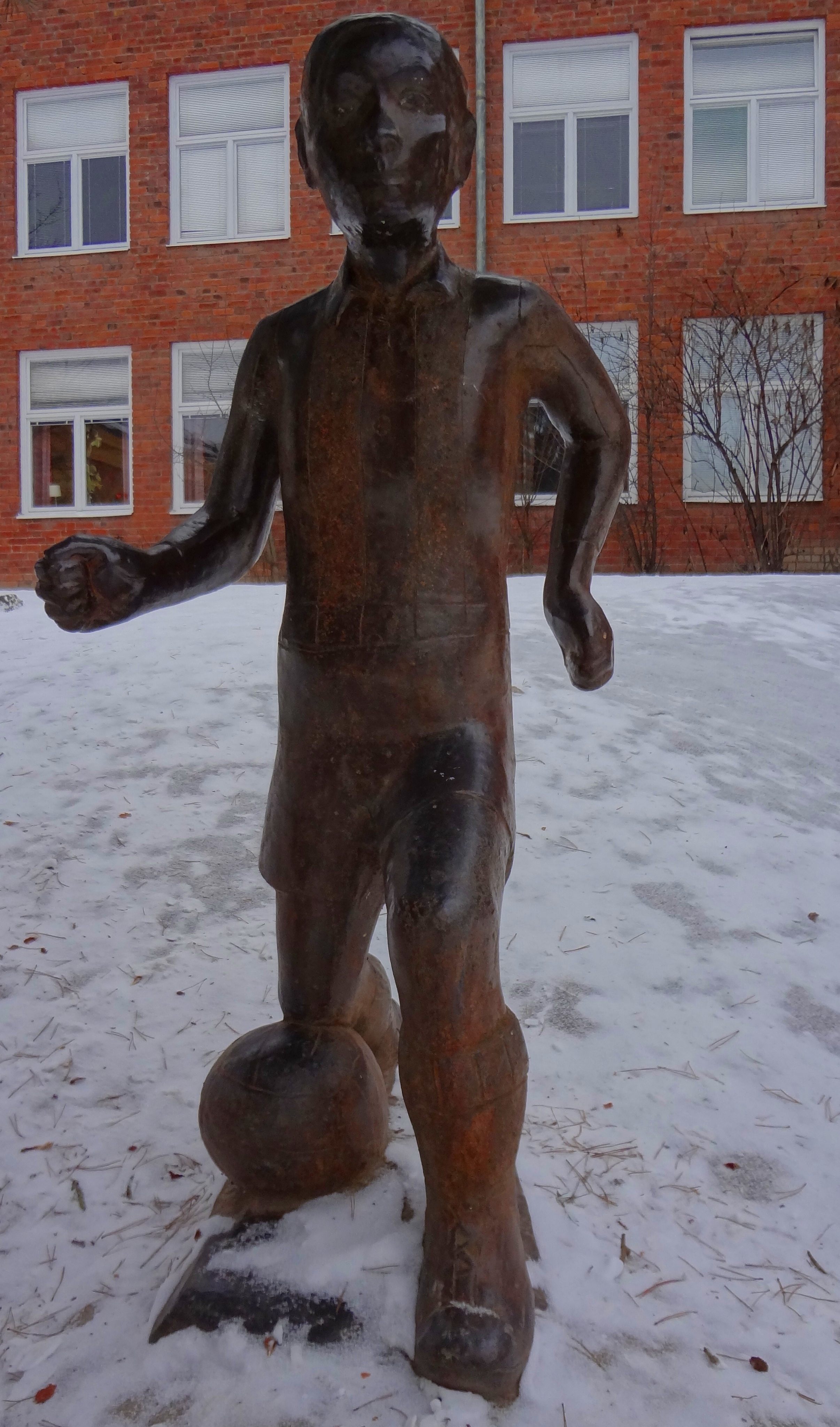
Fotbollsspelare av Allan Ebeling med Björktorpsskolans nyare del bakom.

På Björktorpsskolan finns sedan 2007 en av Eskilstunas fyra spontanidrottsplatser, byggd inom Svenska fotbollförbundets projekt "Kulan".
Sedan april 1948 finns konstverket "Fotbollsspelare" av Allan Ebeling på skolgården.